# Symploce furcata
Symploce furcata är en kackerlacksart som först beskrevs av Tokuichi Shiraki 1931.  Symploce furcata ingår i släktet Symploce och familjen småkackerlackor.
Artens utbredningsområde är Taiwan. Inga underarter finns listade i Catalogue of Life.